# Iriner Jiménez
Iriner Tahima Jiménez Smith (* 24. Februar 1988) ist eine venezolanische Gewichtheberin.

## Karriere
Jiménez Smith gewann bei den Junioren-Weltmeisterschaften 2007 Bronze im Stoßen. Bei den Aktiven gewann sie bei den Panamerikanischen Meisterschaften 2008 die Bronzemedaille in der Klasse bis 63 kg. Bei den Olympischen Spielen in Peking im selben Jahr erreichte sie in der Klasse bis 69 kg den achten Platz im Reißen, hatte jedoch im Stoßen keinen gültigen Versuch. 2010 wurde sie Vierte bei den Panamerikanischen Meisterschaften, nun wieder in der Klasse bis 63 kg. Bei den Südamerikaspielen im selben Jahr gewann sie Bronze. Bei den Weltmeisterschaften 2013 erreichte Jiménez den zehnten Platz und bei den Südamerikameisterschaften 2013 gewann sie die Silbermedaille. 2014 war sie bei den Südamerikaspielen Dritte. Danach wurde sie allerdings bei einer Trainingskontrolle positiv auf Dopingmittel getestet und für zwei Jahre gesperrt.